# GS P&L
주식회사 GS P&L은 GS그룹 계열의 호텔 기업이다.

## 역사
2024년 12월 GS리테일이 GS리테일과 GS피앤엘 두 개 회사로 인적분할하며 GS피앤엘이 재상장하였다.

## 사업

### 호텔
그랜드 인터컨티넨탈 서울 파르나스와 웨스틴 서울 파르나스, 파르나스 호텔 제주,나인트리 바이 파르나스 브랜드의 비즈니스호텔 6개를 운영한다.

### 임대 사업
파르나스타워와 파르나스몰을 운영한다.

## 내용주
1. ↑  인적분할로 공식 출범
2. ↑  신규 상장일